# Ottowia caeni
Ottowia caeni es una bacteria gramnegativa del género Ottowia. Fue descrita en el año 2021. Su etimología hace referencia a lodo. Es anaerobia facultativa e inmóvil. Tiene un tamaño de 0,4-0,6 μm de ancho por 1,5-1,8 μm de largo. Forma colonias circulares, lisas y de color beige tras 3 días de incubación en agar LB. Temperatura de crecimiento entre 15-37 °C, óptima de 30 °C. Se ha aislado de lodo, en China. 